# USS Austin (DE-15)
USS Austin (DE-15) là một tàu hộ tống khu trục lớp Evarts được Hải quân Hoa Kỳ chế tạo trong Chiến tranh Thế giới thứ hai. Nó là chiếc tàu chiến duy nhất của Hải quân Mỹ được đặt theo tên Thượng sĩ John Arnold Austin (1905-1941), người đã tử trận trên chiếc thiết giáp hạm Oklahoma (BB-37) trong vụ tấn công Trân Châu Cảng ngày 7 tháng 12 năm 1941, và được truy tặng Huân chương Chữ thập Hải quân. Nó đã phục vụ cho đến khi chiến tranh kết thúc, xuất biên chế vào ngày 21 tháng 12 năm 1945 và xóa đăng bạ vào ngày 8 tháng 1 năm 1946. Con tàu bị bán để tháo dỡ vào ngày 9 tháng 1 năm 1947.

## Thiết kế và chế tạo
Những chiếc thuộc lớp tàu khu trục Evarts có chiều dài chung 289 ft 5 in (88,21 m), mạn tàu rộng 35 ft 1 in (10,69 m) và độ sâu mớn nước khi đầy tải là 8 ft 3 in (2,51 m). Chúng có trọng lượng choán nước tiêu chuẩn 1.140 tấn Anh (1.160 t); và lên đến 1.430 tấn Anh (1.450 t) khi đầy tải. Hệ thống động lực bao gồm bốn động cơ diesel General Motors Kiểu 16-278A nối với bốn máy phát điện để vận hành hai trục chân vịt; công suất 6.000 hp (4.500 kW) cho phép đạt được tốc độ tối đa 21 kn (24 mph; 39 km/h), và có dự trữ hành trình 4.150 nmi (4.780 mi; 7.690 km) khi di chuyển ở vận tốc đường trường 12 kn (14 mph; 22 km/h).
Vũ khí trang bị bao gồm ba pháo 3 in (76 mm)/50 cal trên tháp pháo nòng đơn có thể đối hạm hoặc phòng không, một khẩu đội 1,1 inch/75 caliber bốn nòng và chín pháo phòng không Oerlikon 20 mm. Vũ khí chống ngầm bao gồm một dàn súng cối chống tàu ngầm Hedgehog Mk. 10 (có 24 nòng và mang theo 144 quả đạn); hai đường ray Mk. 9 và tám máy phóng K3 Mk. 6 để thả mìn sâu.
Nguyên được dự định chuyển giao cho Hải quân Hoàng gia Anh, Austin được đặt lườn như là chiếc HMS Blackwood (BDE-15) tại tại Xưởng hải quân Mare Island, ở Vallejo, California vào ngày 14 tháng 3 năm 1942. Nó được hạ thủy vào ngày 25 tháng 9 năm 1942 và được đỡ đầu bởi bà W. C. Springer. Tuy nhiên kế hoạch chuyển giao bị hủy bỏ, và con tàu quay trở lại sở hữu của Hoa Kỳ vào ngày 25 tháng 1 năm 1943, mang ký hiệu lườn DE-15. Nó nhập biên chế cùng Hải quân Hoa Kỳ vào ngày 13 tháng 2 năm 1943 dưới quyền chỉ huy của Hạm trưởng, Thiếu tá Hải quân H. G. Claudius, chỉ dưới tên gọi DE-15 thuần túy. Cái tên Austin chỉ được đặt cho con tàu sáu ngày sau đó, vào ngày 19 tháng 2 năm 1943.

## Lịch sử hoạt động
Được phân về Đội hộ tống 14, Austin tiến hành chạy thử máy và huấn luyện tại khu vực San Diego từ ngày 23 tháng 3 đến ngày 23 tháng 4, 1943. Sau khi hộ tống một đoàn tàu vận tải đi Cold Bay, Alaska và quay trở về San Diego vào ngày 11 tháng 5, nó bắt đầu làm nhiệm vụ hộ tống các đoàn tàu vận tải đi lại giữa vùng bờ Tây và quần đảo Hawaii. Từ giữa tháng 5 đến đầu tháng 9, nó thực hiện hai chuyến khứ hồi giữa San Diego và Oahu, rồi một chuyến đi một chiều từ vùng bờ Tây đến Trân Châu Cảng. Rời căn cứ này vào ngày 2 tháng 9, con tàu hướng đến khu vực quần đảo Aleut và gia nhập Lực lượng Tiền phương Biển Alaska vào ngày 14 tháng 9. Trong hơn một năm tiếp theo, nó hoạt động tại vùng biển Bắc Thái Bình Dương lạnh giá, làm nhiệm vụ hộ tống tàu bè đi lại giữa các cảng Alaska, tuần tra, khảo sát thời tiết cũng như cột mốc dẫn đường cho máy bay.
Austin rời vùng biển Alaska vào ngày 23 tháng 9, 1944 để quay trở về vùng bờ Tây, đi đến San Francisco, California một tuần sau đó, nơi nó được đại tu thường lệ cho đến ngày 17 tháng 11. Nó lên đường vào ngày 3 tháng 12 để đi sang khu vực quần đảo Hawaii, và hoạt động từ Trân Châu Cảng trong vai trò tàu huấn luyện thuộc Bộ chỉ huy Huấn luyện Tàu ngầm Hạm đội Thái Bình Dương cho đến ngày 20 tháng 3, 1945. Nó lên đường đi sang khu vực Trung tâm Thái Bình Dương, và từ ngày 1 tháng 4 đã phục vụ tuần tra chống tàu ngầm và nhiệm vụ tìm kiếm và giải cứu tại khu vực Ulithi về phía Tây quần đảo Caroline.
Sau hai tháng làm nhiệm vụ này, Austin lên đường vào ngày 10 tháng 6 để đi sang khu vực quần đảo Mariana. Trong bốn tháng tiếp theo, nó hoạt động từ các đảo Guam và Saipan trong vai trò tuần tra chống tàu ngầm và nhiệm vụ tìm kiếm và giải cứu. Nó cũng hộ tống các đoàn tàu vận tải đi Iwo Jima, Eniwetok và Okinawa. Sau khi chiến tranh kết thúc vào giữa tháng 8, nó làm nhiệm vụ tìm kiếm các vị trí đồn trú của quân Nhật tại phía Bắc quần đảo Mariana, cũng như tìm kiếm các đội bay bị mất tích khi những máy bay ném bom B-29 Superfortress bị bắn rơi trong chiến tranh. Con tàu cũng tuần tra tại đảo san hô Truk một thời gian ngắn trước khi lực lượng chiếm đóng đến tiếp nhận sự đầu hàng của quân Nhật.
Cùng các tàu chiến khác thuộc Đội hộ tống 14, Austin rời Guam vào ngày 12 tháng 10 để quay trở về San Pedro, California, và được điều động dưới quyền Tư lệnh Tiền phương Biển phía Tây từ ngày 17 tháng 11, chuẩn bị để ngừng hoạt động. Nó được cho xuất biên chế tại Xưởng hải quân Long Beach, Los Angeles vào ngày 21 tháng 12, 1945 và được đưa về Hạm đội Dự bị Thái Bình Dương. Tên nó được cho rút khỏi danh sách Đăng bạ Hải quân vào ngày 8 tháng 1, 1946; và công việc tháo dỡ tại Xưởng hải quân Long Beach hoàn tất vào ngày 9 tháng 1, 1947.

## Phần thưởng[2]
|  |  |  |

| Huân chương Chiến dịch Hoa Kỳ | Huân chương Chiến dịch Châu Á-Thái Bình Dương | Huân chương Chiến dịch Châu Á-Thái Bình Dương | Huân chương Chiến thắng Thế Chiến II |